# Mynes vaneeckei
Mynes vaneeckei är en fjärilsart som beskrevs av Hans Fruhstorfer 1921. Mynes vaneeckei ingår i släktet Mynes och familjen praktfjärilar. Inga underarter finns listade i Catalogue of Life.